# 寺戸大塚古墳
寺戸大塚古墳（てらどおおつかこふん）は、京都府向日市寺戸町芝山にある古墳。形状は前方後円墳。国の史跡に指定されている（史跡「乙訓古墳群」のうち）。

## 概要
向日丘陵古墳群中の1基。築造時期は古墳時代前期中葉とみられている。やや西に傾いており、前方部、後円部ともに竪穴式石室をもつ。
出土した三角縁神獣鏡が椿井大塚山古墳のものと同笵関係（同一の鋳型または原型を使用して鋳造したもの）にあると見られ、椿井大塚山古墳の被葬者の支配下にあった者の墓ではないかと言われている。現在は竹やぶの土入れにより前方部の大半が失われている。
墳頂には8m四方の埴輪をめぐらせた区画があり、その真下に石室がある。土師器の供献場がある。

## 規模

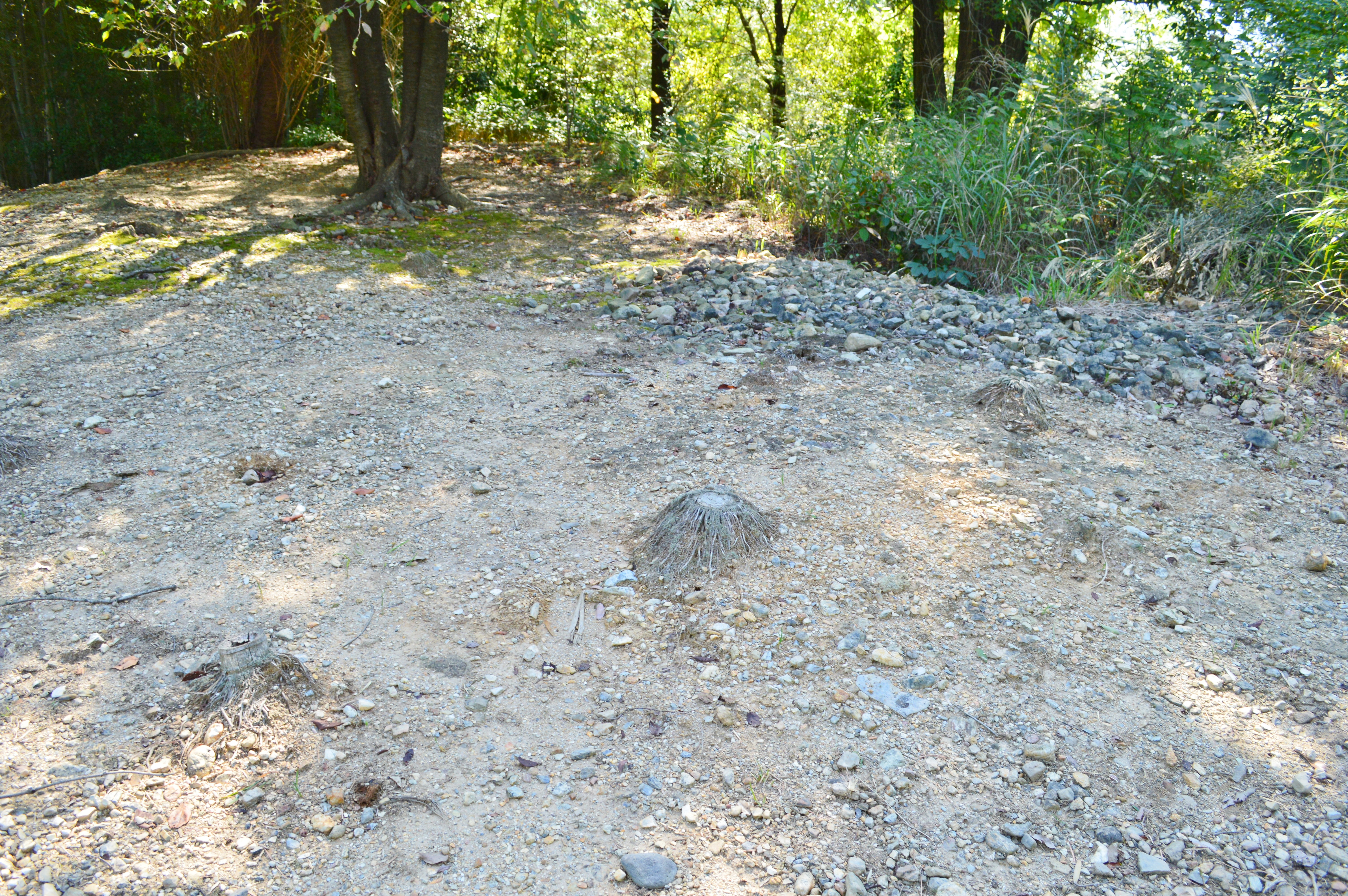
後円部墳頂

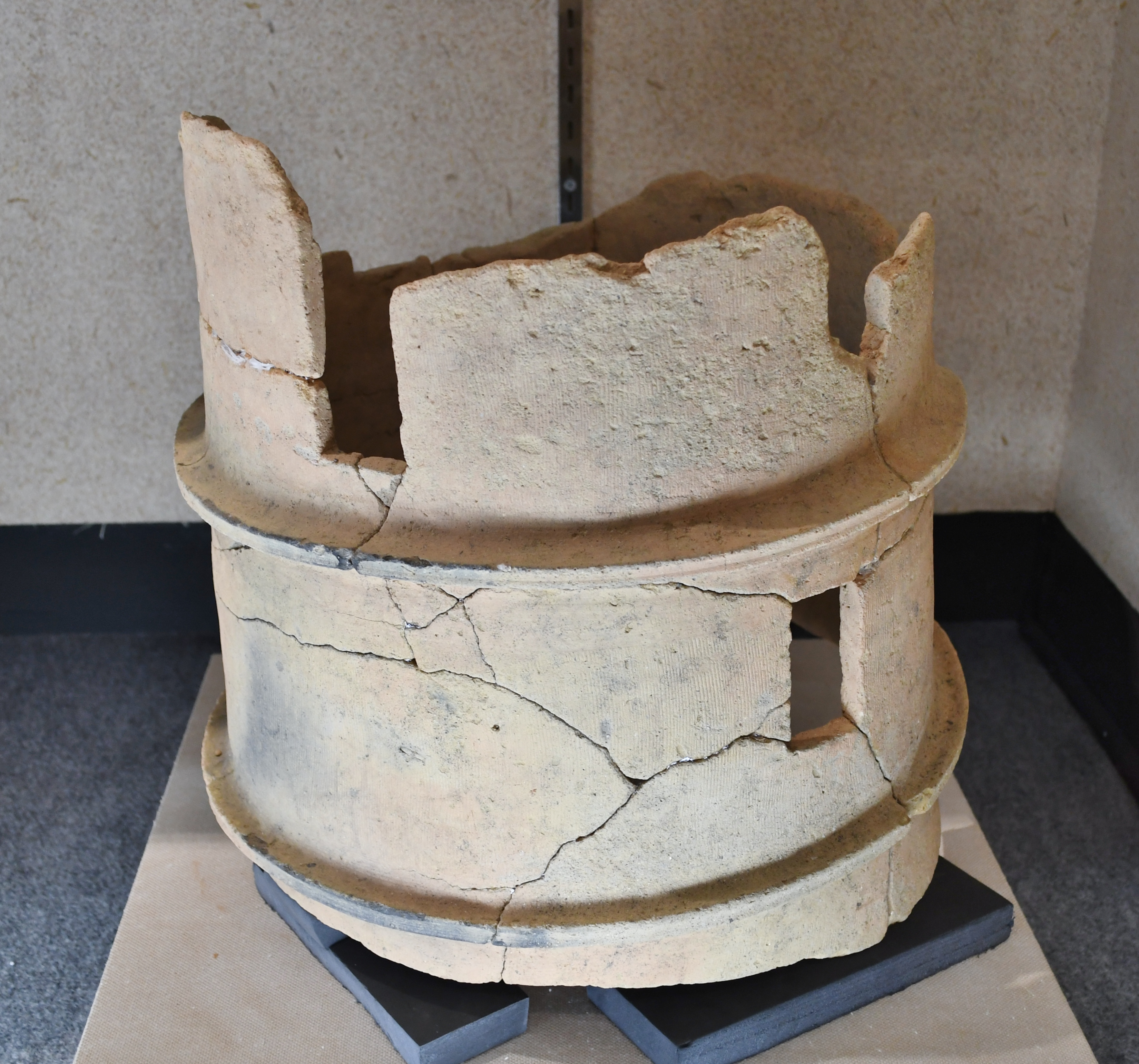
円筒埴輪京都市考古資料館企画展示時に撮影。

- 全長 - 98m
- 後円部高さ - 18m[1]
- 後円部直径 - 57m

## 埋葬施設
前方部に長さ 5.3 m、幅約 0.9 m の竪穴式石室をもつ。
後円部に長さ 6.45 m、幅約 0.8 m、高さ 1.6 m の竪穴式石室をもつ。

## 副葬品
- 後円部
  - 三角縁神獣鏡
  - 合子
  - 勾玉
  - 石釧
  - 管玉
- 前方部
  - 浮彫式獣帯鏡
  - 三角縁獣文帯三神三獣鏡
  - 方格規矩四神鏡
  - 琴柱形石製品
  - 管玉
  - 刀剣
  - 槍
  - 銅鏃
  - 鉄鏃
  - 鉄斧
  - 鉄鎌

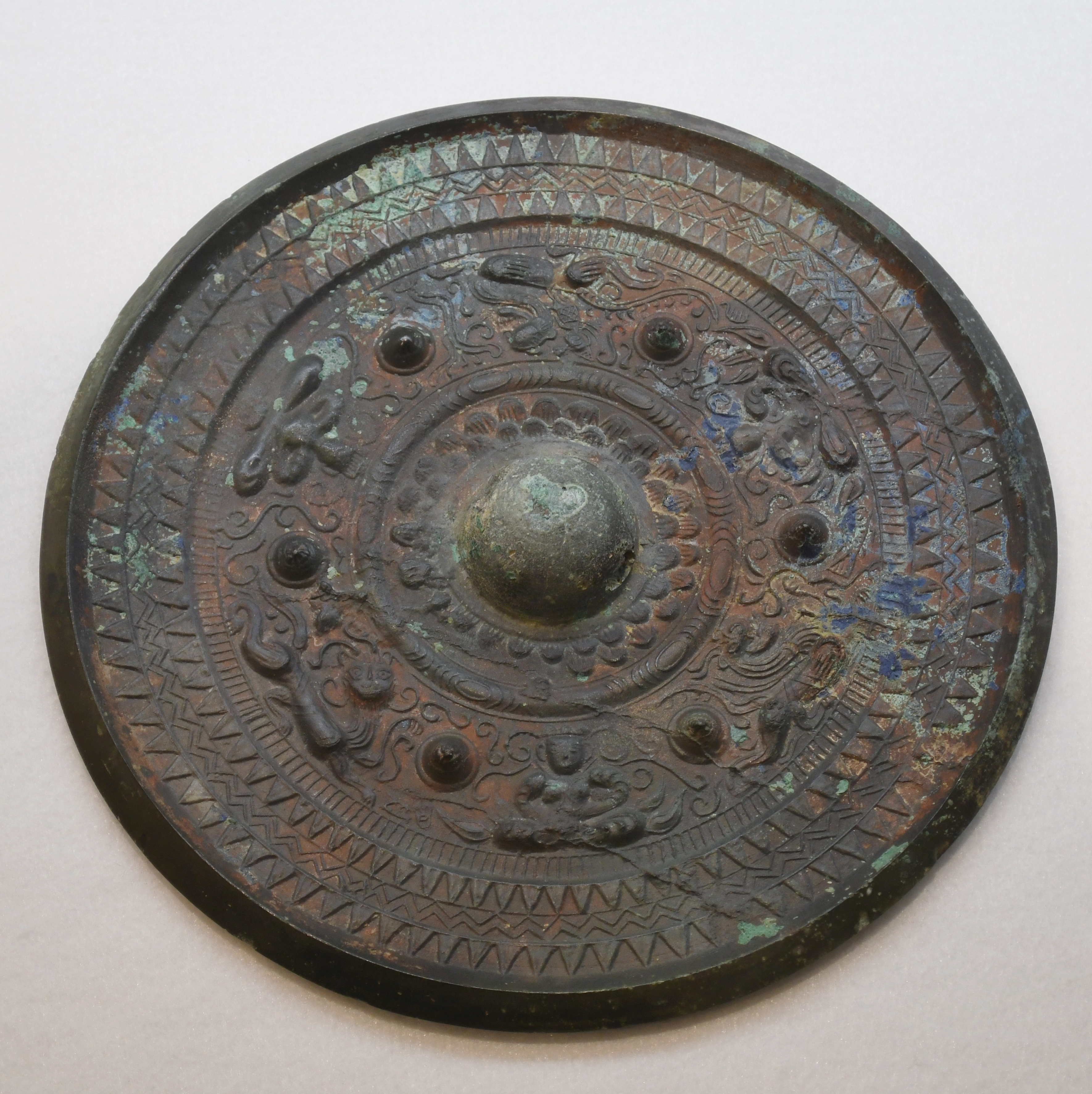
三角縁櫛歯文帯三仏三獣鏡 後円部竪穴式石槨出土。向日市文化資料館企画展示時に撮影。
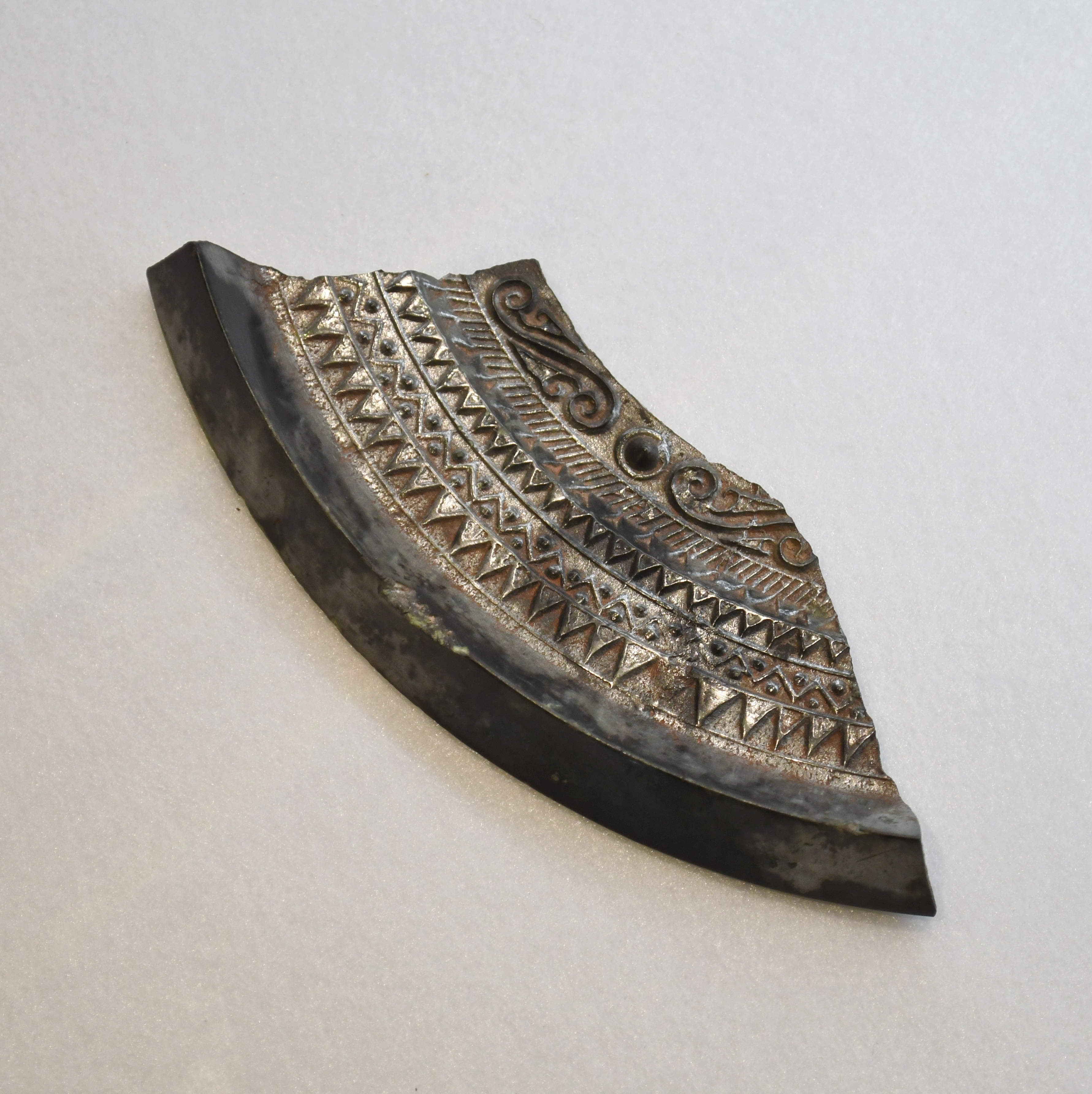
三角縁唐草文帯四神四獣鏡片 後円部竪穴式石槨出土。向日市文化資料館企画展示時に撮影。
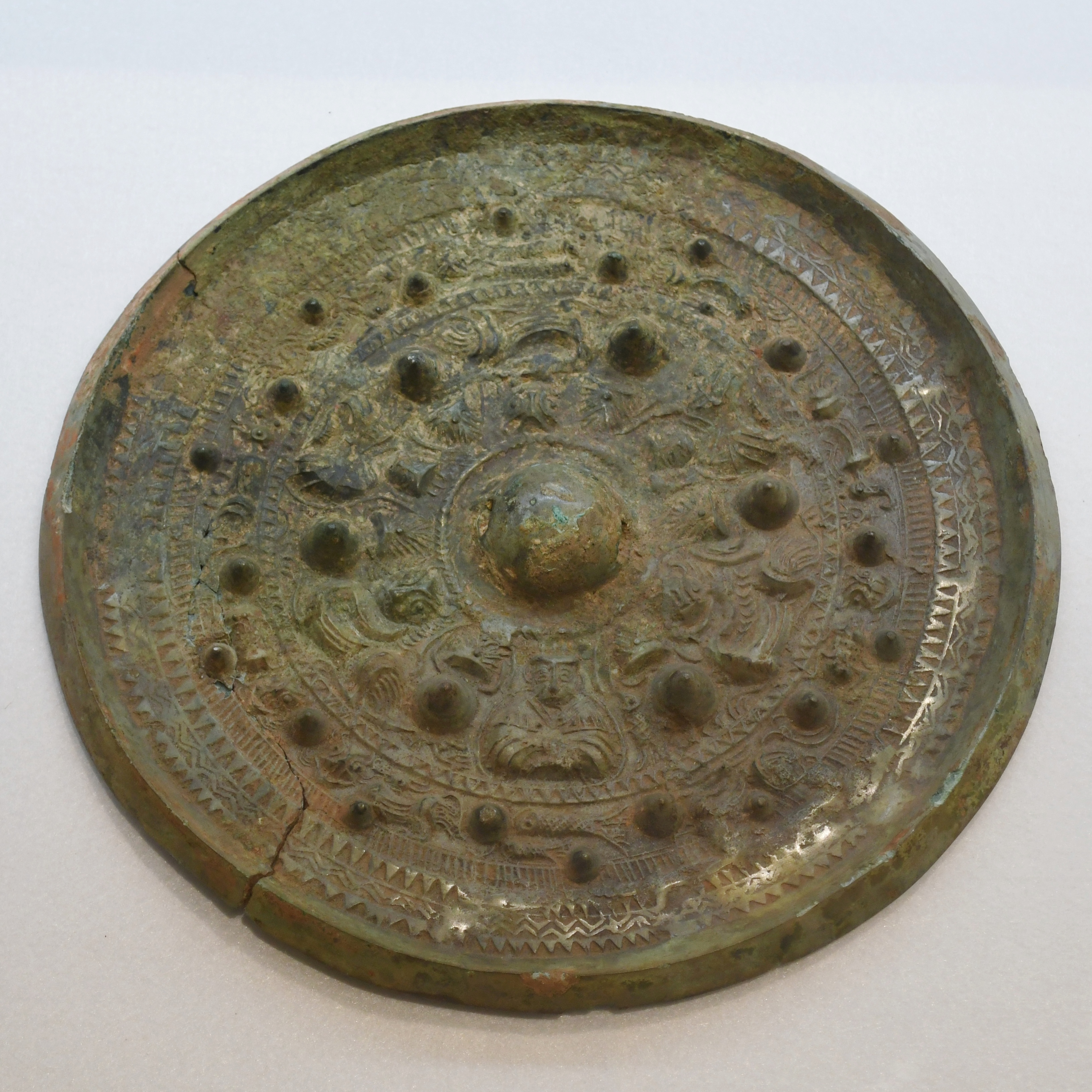
仿製三角縁三神三獣獣帯鏡 前方部竪穴式石槨出土。向日市文化資料館企画展示時に撮影。
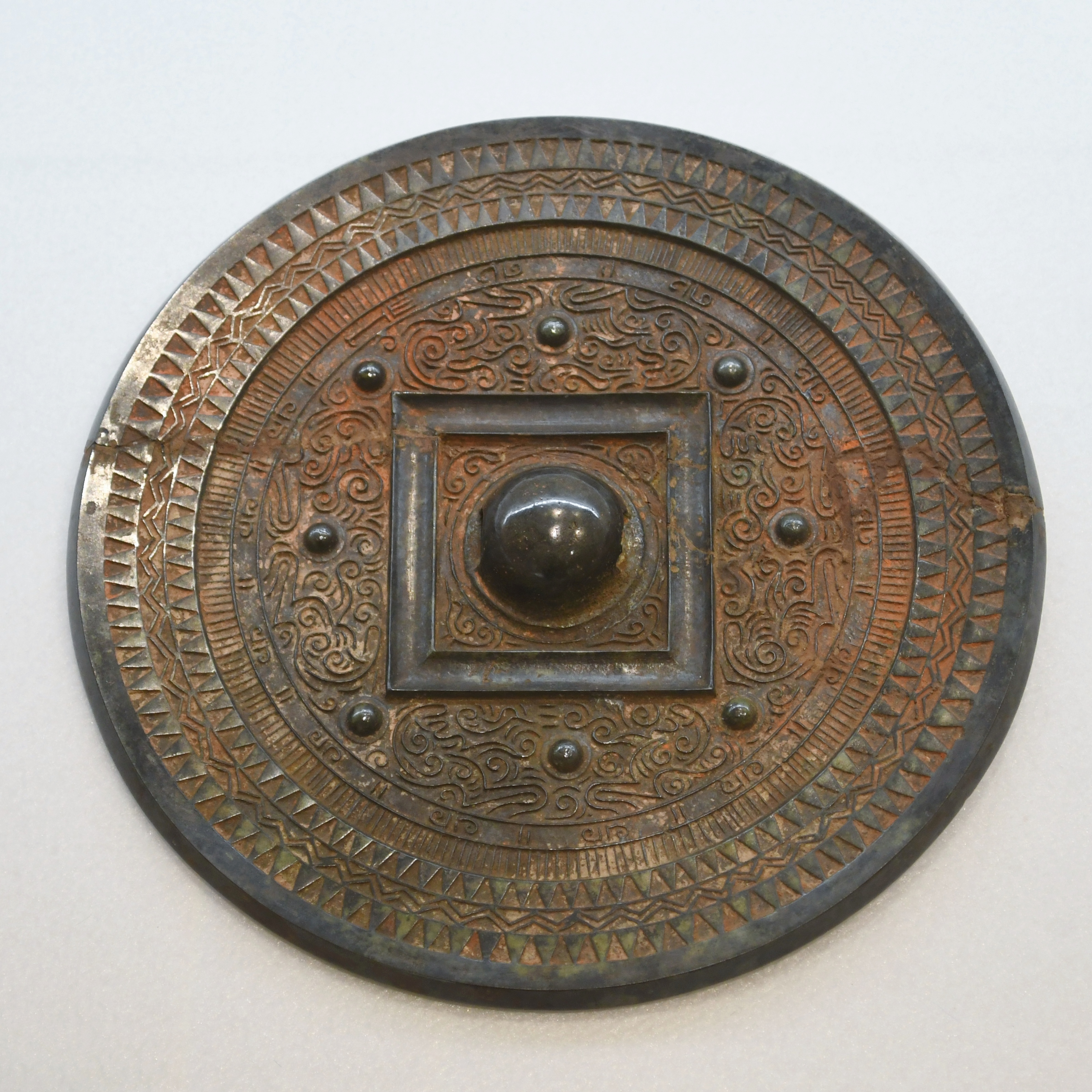
方格規矩四神鏡 前方部竪穴式石槨出土。向日市文化資料館企画展示時に撮影。
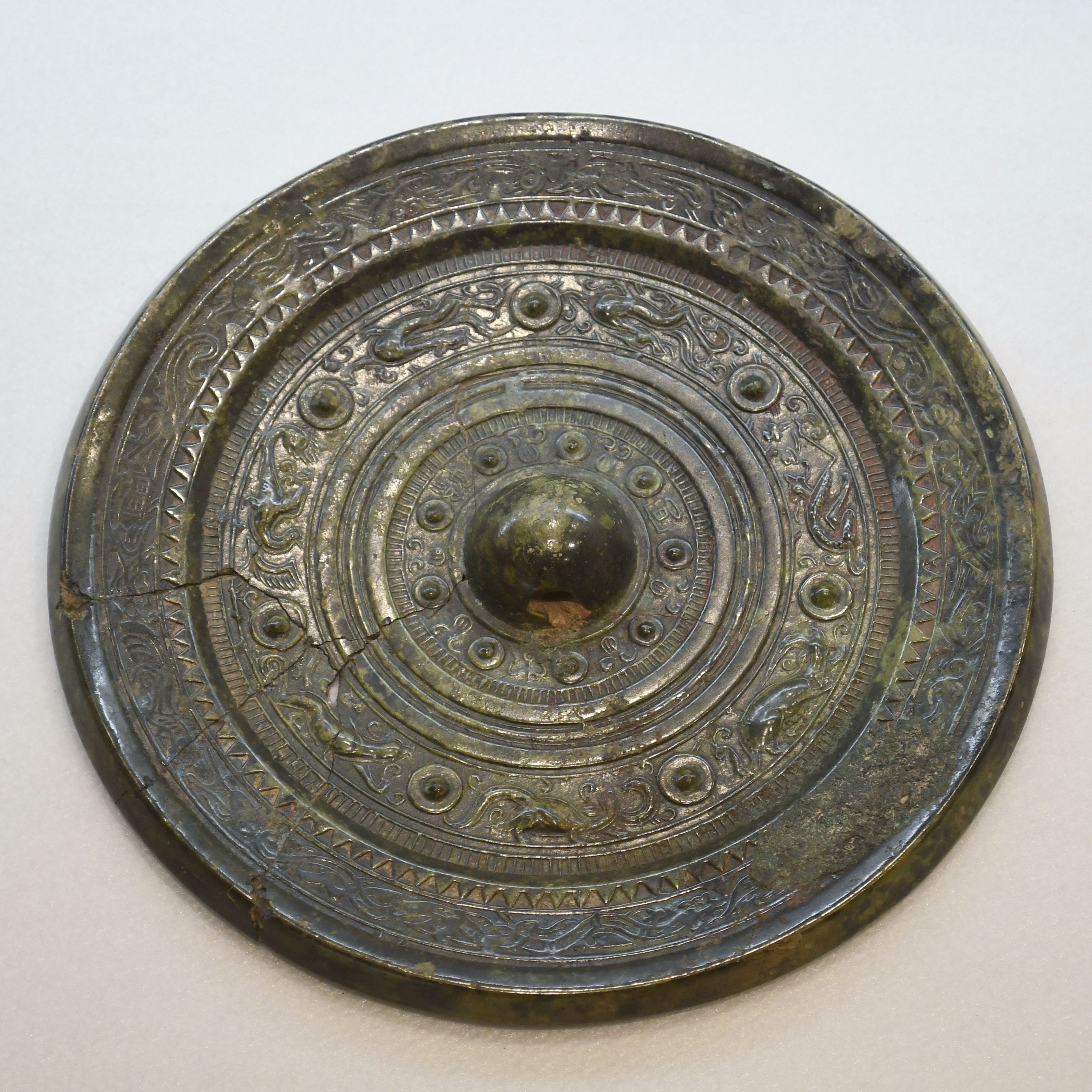
浮彫式獣帯鏡 前方部竪穴式石槨出土。向日市文化資料館企画展示時に撮影。
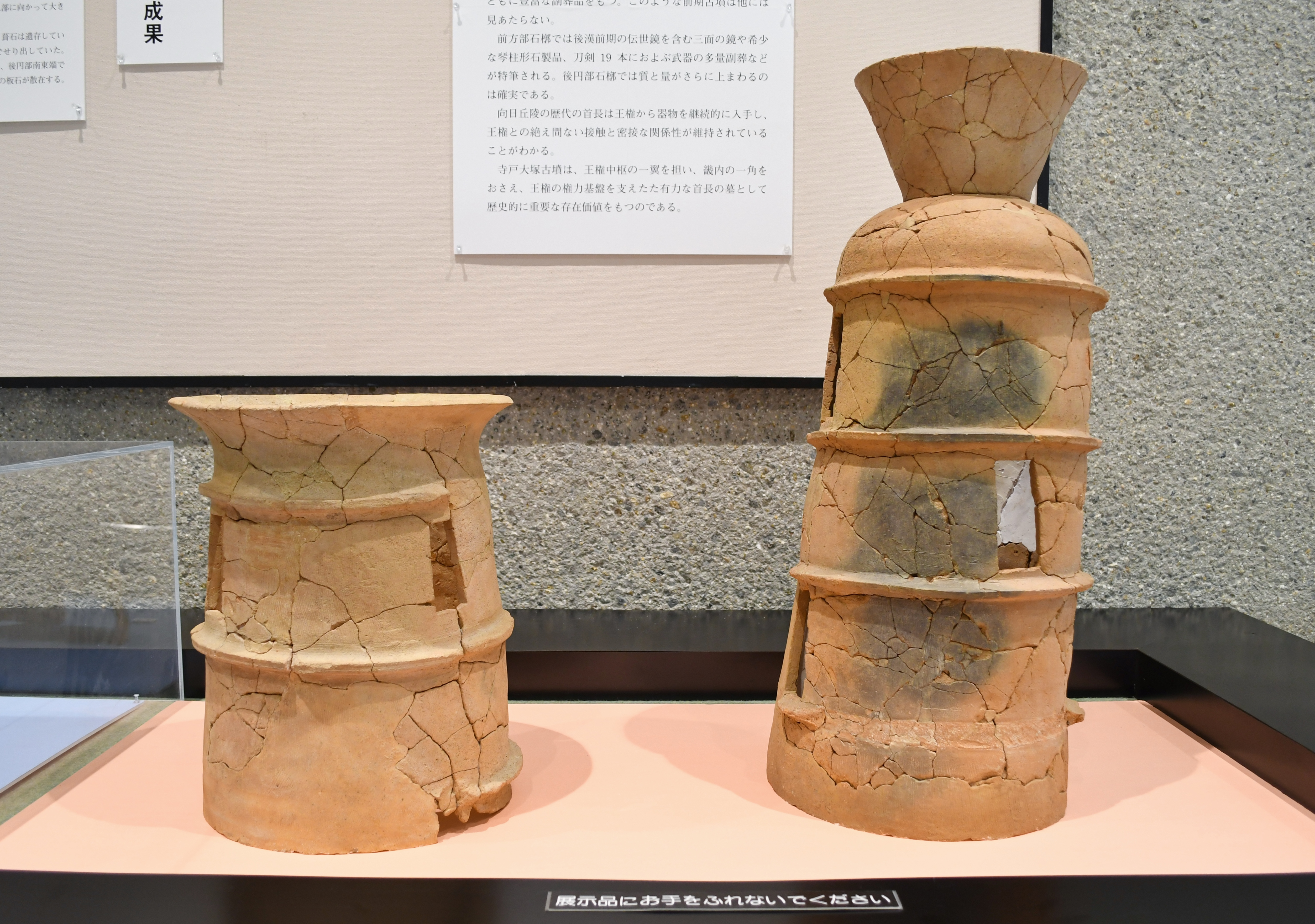
円筒埴輪・朝顔形埴輪 向日市文化資料館企画展示時に撮影。

## 文化財

### 国の史跡
- 寺戸大塚古墳（史跡「乙訓古墳群」のうち）
寺戸大塚古墳自体は、2015年（平成27年）に「寺戸大塚古墳」として国の史跡に指定[2]。
2016年（平成28年）3月1日、既指定の史跡「天皇の杜古墳」・「恵解山古墳」・「寺戸大塚古墳」の3件を統合、これに他の8基の古墳を追加指定のうえ、史跡指定名称を「乙訓古墳群」に変更[3][4]。